# Antonio Filonardi
Antonio Filonardi (Bauco, 1490 – Veroli, 1560) fu vescovo di Veroli e nipote del cardinale Ennio Filonardi.
Figlio di Giacomo Filonardi e di Anna Colonna, fu fratello di Marco Tullio e Saturno e nipote del cardinale Ennio Filonardi.
Fu nominato vescovo di Veroli (concatterdrale di Sant'Andrea ) il 12 agosto 1538, per rinuncia di suo zio, sotto il pontificato di papa Paolo III, notizia confermata dallo storico Ughelli.
Nel 1538 fu nominato abate commentario dell'Abbazia di Casamari, per rinuncia di suo zio il cardinale Ennio Filonardi; fu anche abate di Sant'Erasmo di Veroli.
Il 29 ottobre 1546 Antonio, venne scelto da suo zio il cardinale Ennio Filonardi, come vicario generale e luogotenente in sua vece nella Chiesa feretrana.
Antonio Filonardi, prima di morire rinunciò a favore di suo nipote Fulvio la commenda dell'abbazia di Casamari, quindi Fulvio fu nominato abate commendatario di Casamari con beneplacito di Pio V.
Nel 1556, sotto l'episcopato di Antonio Filonardi, la città di Veroli venne assediata dalle truppe spagnole capitanate da don García de Toledo.
Antonio Filonardi morì nel 1560.